# 陆军学院 (越南)
陆军学院，是越南国防部所辖培训越南人民军陆军的师、团级军事指挥军官、各兵种与各机构单位的合同战役学的军事院校。 

## 历史
1946年7月7日在河西省山西市组建“中级军事干部补习班”。1948年3月15日更名为“中级军政补习学校”。1951年更名为“国内外军政补习学校”。 1955年5月更名为“高级军事干部补习学校”。1961年3月3日为军事学院军事系。1965年5月21日军事学院分拆为专门的军事学院与政治学院。1975年末，从河内搬迁至林同省大叻市原(越南共和国大叻国家军事学校校址。1981年12月16日更名为“大叻陆军学院”。
从2000年，职能扩大为培训师级、省军事指挥部级高级指挥军官，培训全军军事科学博士硕士研究生。 

## 机构设置
行政机构：
1. 院办
2. 训练部
3. 政治部
4. 研究生部
5. 军事科学部
6. 军事通信科学部
7. 后勤部
8. 技术部
9. 财务委员会
10. 教育训练质量保证与考试委员会

训练部下辖：
1. 战略科
2. 战役科
3. 指挥-参谋科
4. 马列主义胡志明思想科
5. 党工政工科
6. 地方军事科
7. 铁甲兵科
8. 炮兵科
9. 通信科
10. 工兵科
11. 侦察科
12. 化学科
13. 群众科
14. 共同军事科
15. 军事教育科
16. 后勤-技术科
17. 情报外语科

学院管理系统：
外军系
师级基础系
研究生系
短训系